# Molophilus laricicola
Molophilus laricicola là một loài ruồi trong họ Limoniidae. Chúng phân bố ở miền Tân bắc.